# Jason Reso
William Jason Reso, född den 30 november 1973 i Kitchener i Ontario, är en kanadensisk wrestlare. Han uppträder under namnet Christian Cage.
Reso vann sin första titel den 18 oktober 1998 när han deltog i tävlingen Judgment Day anordnad av World Wrestling Federation.
1. ↑  ”CageMatch person-ID”. https://www.cagematch.net/?id=2&nr=820.